# Staffordshire County Senior League
Staffordshire County Senior League là một giải bóng đá nằm ở Staffordshire, Anh. Giải đấu thành lập năm 2005 do sự hợp nhất của Midland League (trước đây là Staffordshire Senior League) và Staffordshire County League.
Các đội bóng cũ của Midland League tạo nên hạng đấu mới Premier Division, góp đội cho North West Counties Football League và nằm ở Bậc 7 (hay Cấp độ 11) của National League System. Các đội bóng cũ của Staffordshire County League tạo thành Division One và Division Two, nằm ở Cấp độ 12 và 13 của Hệ thống các giải bóng đá ở Anh.
Sau khi vận hành 3 hạng đấu trong 9 mùa giải, giải đấu chia Division Two theo hai khu vực địa lý, Bắc và Nam trước mùa giải 2014–15, do đó tăng tổng số đội tham gia từ 48 lên 52.
Tunstall Town nhận được sự chú ý của trong nước cũng như quốc tế ở mùa giải 2010–11, khi thua hết tất cả các trận, và số bàn thủng lưới trung bình gần 10 bàn 1 trận; tuy nhiên đội hình chính của câu lạc bộ có cầu thủ tận cao đến 75 tuổi. On ngày 22 tháng 2 năm 2014, they ended a 171-game winless run with a 3-2 victory over Betley Dự bị.

## Đội vô địch

### Premier Division
| Mùa giải | Vô địch           | Á quân                   |
| -------- | ----------------- | ------------------------ |
| 2005–06  | Hanley Town       | Ball Haye Green          |
| 2006–07  | Wolstanton United | Hanley Town              |
| 2007–08  | Wolstanton United | Newcastle Town Dự bị     |
| 2008–09  | Foley             | Wolstanton United        |
| 2009–10  | Stretton Eagles   | Kidsgrove Athletic Dự bị |
| 2010–11  | Ball Haye Green   | Hanley Town              |
| 2011–12  | Hanley Town       | Redgate Clayton          |
| 2012–13  | Hanley Town       | Redgate Clayton          |
| 2013–14  | Wolstanton United | Uttoxeter Town           |
| 2014–15  | Wolstanton United | Redgate Clayton          |

### Division One
| Mùa giải | Vô địch                            | Á quân                         |
| -------- | ---------------------------------- | ------------------------------ |
| 2005–06  | Stafford Rangers Stripes           | Congleton Vale                 |
| 2006–07  | Congleton Vale                     | Barlaston                      |
| 2007–08  | Stretton Eagles                    | Sandbach United                |
| 2008–09  | Manor Inne                         | Holt JCB                       |
| 2009–10  | Barton United                      | Stone Dominoes Dự bị           |
| 2010–11  | Audley                             | Barton United                  |
| 2011–12  | Hanley Town Dự bị                  | Cheadle Town                   |
| 2012-13  | Uttoxeter Town                     | Hilton Harriers                |
| 2013-14  | Manchester Metropolitan University | Stapenhill Dự bị               |
| 2014-15  | Leek County School Old Boys        | Cheadle South Moorlands United |

### Division Two
| Mùa giải | Vô địch                            | Á quân                  |
| -------- | ---------------------------------- | ----------------------- |
| 2008–09  | Talbot Athletic                    | Wolstanton United Dự bị |
| 2009–10  | Stretton Eagles Dự bị              | Audley                  |
| 2010–11  | Manchester Metropolitan University | Lea Hall United         |
| 2011–12  | Audley Dự bị                       | Vodafone Stoke          |
| 2012-13  | Silverdale Athletic                | Hall Heath              |
| 2013-14  | Featherstone Prison                | Uttoxeter Town Dự bị    |

### Division Two North
| Mùa giải | Vô địch               | Á quân       |
| -------- | --------------------- | ------------ |
| 2014–15  | Market Drayton Tigers | Longton Area |

### Division Two South
| Mùa giải | Vô địch     | Á quân               |
| -------- | ----------- | -------------------- |
| 2014–15  | Whittington | Wolverhampton SC U21 |

## Các câu lạc bộ mùa giải 2015–16

### Premier Division
- Abbey Hulton United
- Alsager Town Dự bị
- Audley & District
- Ball Haye Green
- Cheadle South Moorlands United
- Cheadle Town
- Eccleshall Dự bị
- Florence
- Hanley Town Dự bị
- Hilton Harriers
- Kidsgrove Athletic Dự bị
- Knypersley Victoria
- Leek County School Old Boys
- Leek Town Dự bị
- Redgate Clayton
- Silverdale Athletic
- Uttoxeter Town
- Wolstanton United

### Division One
- Abbey Hulton United Dự bị
- Ashbourne
- Cheadle Town Dự bị
- Foley
- Hawkins Sports
- Keele University
- Longton Area
- Manchester Metropolitan University
- Market Drayton Tigers
- Milton United
- Redgate Clayton Dự bị
- Stone Dominoes
- Walsall Phoenix
- Wolverhampton Sporting Dự bị

### Division Two North
- AFC Alsager
- Audley & District Dự bị
- Chesterton
- Congleton Rovers
- Eastwood Hanley
- Goldenhill Wanderers
- Hardman Development
- Keele University Dự bị
- Leek County School Old Boys Dự bị
- Norton
- Tunstall Town

### Division Two South
- Acorn Albion
- Barton United Dự bị
- Brereton Social
- Cannock United
- Eastfield
- Hilton Harriers Dự bị
- Penkridge
- Shenstone Pathfinder Dự bị
- Stone Old Alleynians Dự bị
- Walsall Phoenix Dự bị
- Whittington